# Stjernen (Schiff, 1899)

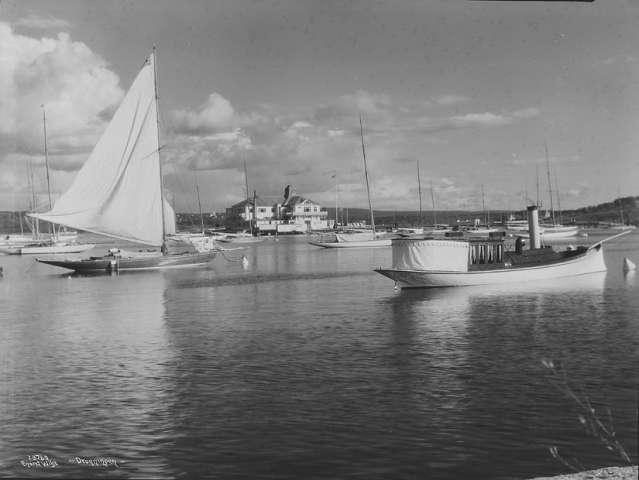
Stjernen 1923 im Hafen Frognerkilen

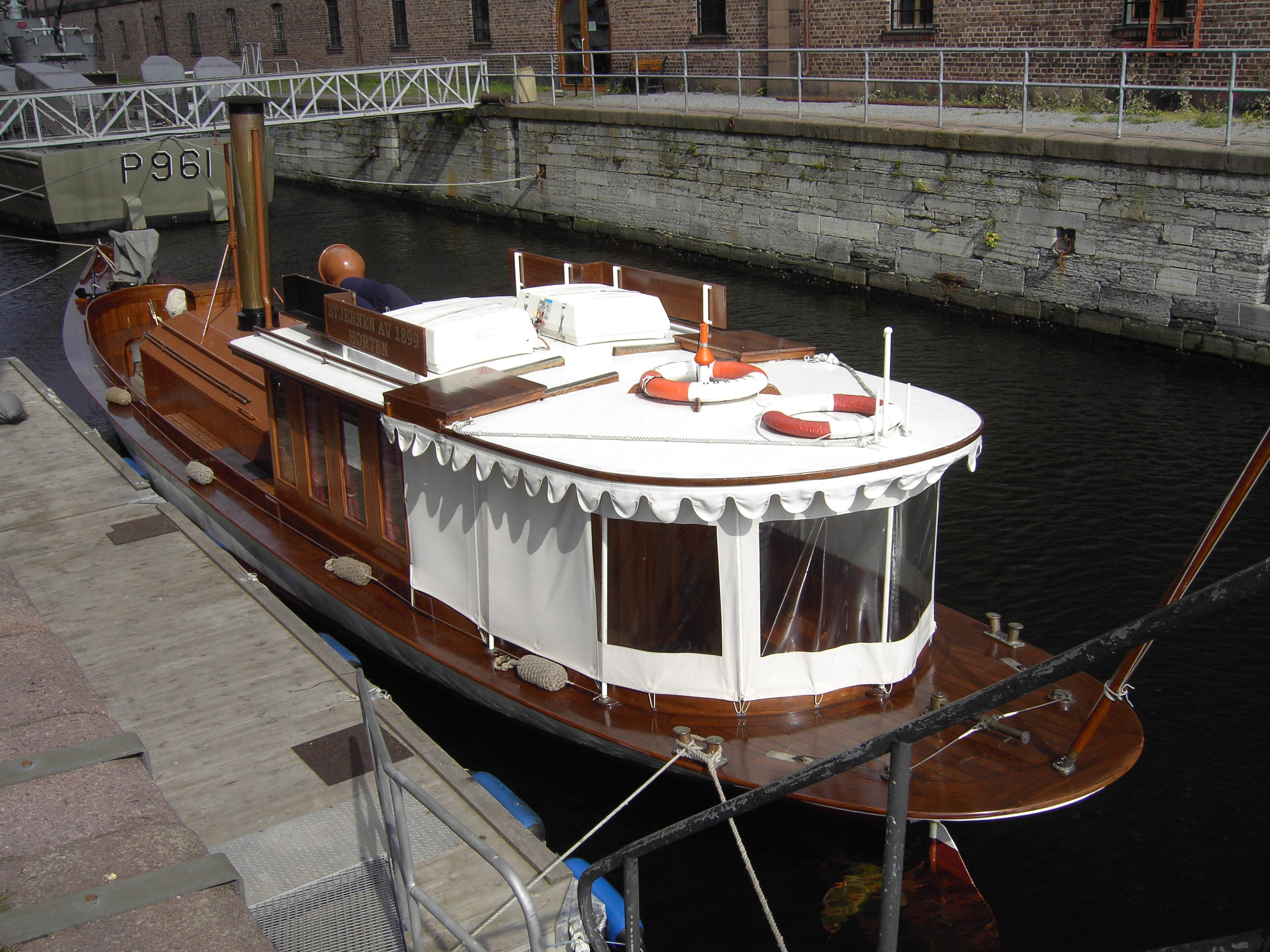
Stjernen, Heckansicht (2007)

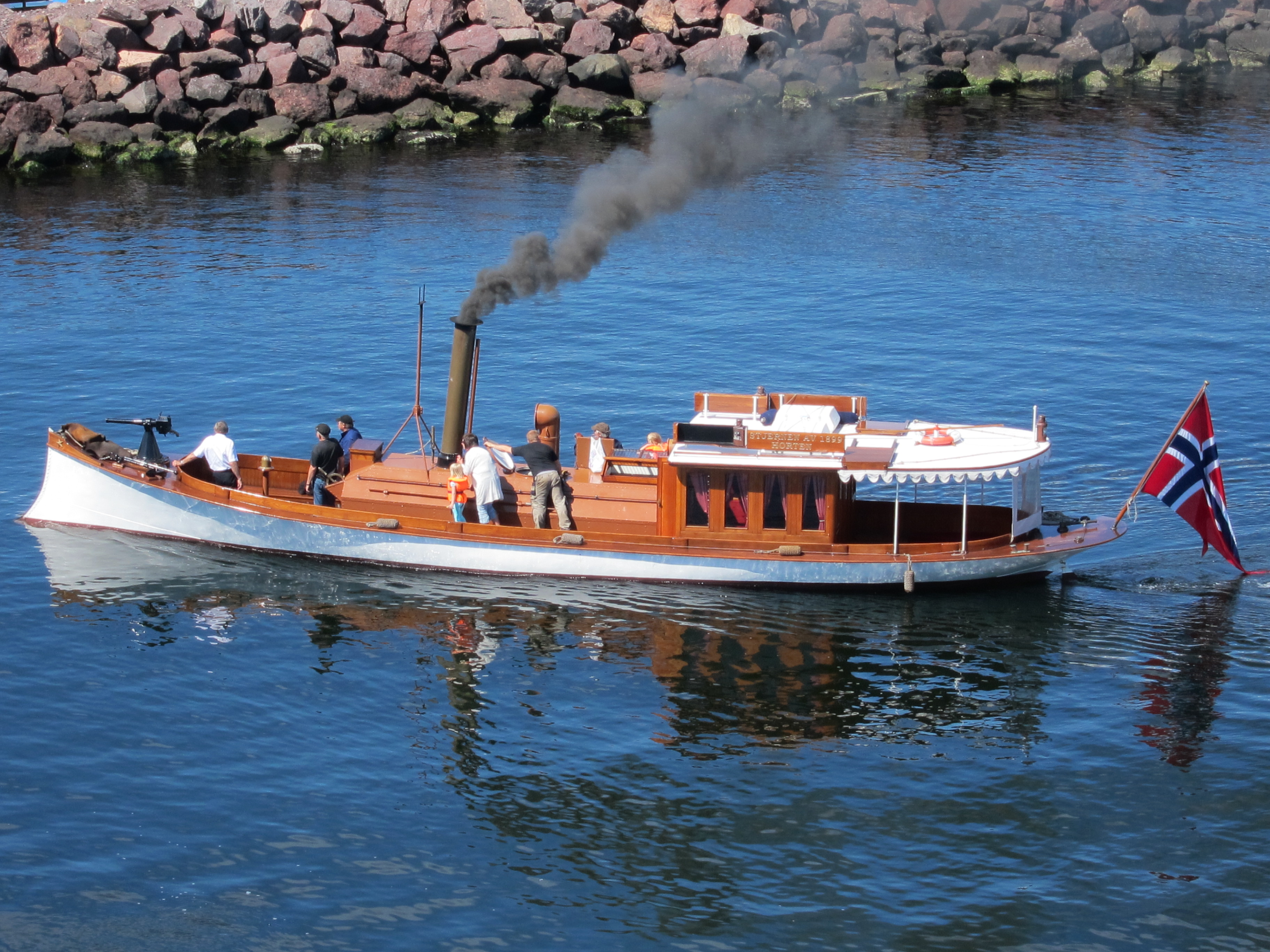
2007 bei Testfahrten

Die Stjernen ist eine historische norwegische Königsyacht aus dem Jahre 1899, die bis zur deutschen Besetzung Norwegens im Jahr 1940 im Dienst war.

## Geschichte
Gebaut wurde das dampfbetriebene Schiff bei der Akers mekaniske verksted in Oslo im Auftrag von König Oskar II. Die Werft-Baunummer 189 lief 1899 vom Stapel.  Der Rumpf ist 17 Meter lang und 3 Meter breit. Die Besatzung bestand aus 4 Mann: 1 Offizier und 3 Matrosen.
Bei Kriegsende war die Yacht ausgeschlachtet und in einem so schlechten Zustand, dass sie verkauft wurde. Einige Enthusiasten übernahmen das Schiff in den 1990er Jahren, gründeten eine Stiftung und die Marinemuseets Matroser restaurierten die Stjernen komplett. Sie wurde im Jahr 2001 wieder zu Wasser gebracht. Der norwegische König benutzte die Stjernen bei verschiedenen offiziellen Anlässen auch heute wieder.